# Vaga
La Vaga è un fiume della Russia europea settentrionale, affluente di sinistra della Dvina Settentrionale. Scorre nell'oblast' di Vologda, nei rajon Totemskij, Sjamženskij e Verchovažskij, e nell'oblast' di Arcangelo.

## Descrizione
Le sorgenti del Vaga si trovano tra le paludi nella parte nord dell'oblast' di Vologda sullo spartiacque dei fiumi Vaga e Suchona. Il fiume attraversa boschi di conifere. La valle, nella parte superiore, è scarsamente espressa, in seguito il fiume forma una profonda valle, tagliando le rocce del Permiano. L'altezza delle rive raggiunge i 50 metri. Il fondo del fiume è roccioso e sassoso. Dopo la confluenza del tributario Termen'ga, scorre in un'antica depressione. La larghezza della valle raggiunge i 4 km, il fondale diventa sabbioso, a volte sabbioso e ghiaioso. Dopo la confluenza dell'Ust'ja, il canale si allarga a 300 metri, la profondità media è di 1,5-2,5 metri, ma a tratti fino a 6 metri, e attraversa una regione paludosa e coperta di foreste. Il fiume, su tutto il percorso scorre con direzione mediamente settentrionale. Sfocia nella Dvina settentrionale a 362 km dalla foce, a sud-est di Bereznik. Ha una lunghezza di 575 km, il suo bacino è di 44 800 km².
I suoi maggiori affluenti sono Kuloj, Ust'ja (provenienti dalla destra idrografica), Vel', Puja, Led' e Paden'ga (dalla sinistra); le maggiori città che incontra nel suo corso sono Vel'sk e Šenkursk, nell'oblast' di Arcangelo, e il villaggio di Verchovaž'e, nell'oblast' di Vologda.
Come tutti i fiumi della zona, è gelato in un periodo che va mediamente da metà novembre a fine aprile; negli altri mesi, è navigabile a monte della foce fino a Vel'sk.

## Collegamenti
- Grande enciclopedia sovietica, su bse.sci-lib.com.
- (RU) Река Вага, su textual.ru. URL consultato il 14 settembre 2021.
- Mappa:  P-37_38 (JPG), su maps.vlasenko.net. URL consultato il 12 settembre 2021.